# Dichaetomyia brunneipennis
Dichaetomyia brunneipennis är en tvåvingeart som beskrevs av Malloch 1929. Dichaetomyia brunneipennis ingår i släktet Dichaetomyia och familjen husflugor. Inga underarter finns listade i Catalogue of Life.